# Langensteinbach (Karlsbad)
Langensteinbach ist ein Ortsteil der Gemeinde Karlsbad im südlichen Landkreis Karlsruhe in Baden-Württemberg und liegt im Naturpark Schwarzwald Mitte/Nord.

## Geschichte
Langensteinbach, das im Tal des früher als Steinbach bezeichneten Bocksbachs liegt, wurde 1197 erstmals erwähnt. Im 18. Jahrhundert war es als Kurort bzw. Fürstenbad berühmt. Markgraf Karl Wilhelm von Baden errichtete 1719 unterhalb der Barbarakapelle ein Badegebäude. Am 1. September 1971 fusionierte Langensteinbach mit vier weiteren Gemeinden zur neuen Gemeinde Karlsbad.

## Bildung
Langensteinbach trägt als Ortsteil der Gemeinde Karlsbad maßgeblich zum Bildungsangebot der Gemeinde hinzu. Die Grundschule Langensteinbach existiert seit hunderten von Jahren, in etwa seit Ende des 17. Jahrhunderts. Es ist nicht genau bekannt, da es wegen eines Brandes des Rathauses und Pfarrhauses an Aufzeichnungen mangelt. 1965 kam dann der Wandel von der 8-jährigen Volksschule zur 4-jährigen Grundschule mit 5-jähriger Hauptschule. 1971 zog dann die Hauptschule aus Platzgründen um, seitdem ist die Volksschule im Ortszentrum alleinig die Grundschule Langensteinbach. Heutzutage lernen etwa 200 Kinder an der Grundschule.
Des Weiteren gibt es das Schulzentrum Langensteinbach am Schelmenbusch, welches aus mehreren Gebäuden besteht. Zum einen das Gymnasium Karlsbad, welches seit 1971 existiert, zum anderen die neue Gemeinschaftsschule Karlsbad/Waldbronn am selben Standort. Sie ist eine von 270 Gemeinschaftsschulen in Baden-Württemberg und läuft unter dem Motto: Verstehen verbindet. Die dreizügige Ganztagesschule wird von etwa 450 Schülern und Schülerinnen besucht.

## Religionen
Als Bestandteil der Markgrafschaft Baden-Durlach war Langensteinbach evangelisch geprägt. Heute sind in Langensteinbach fünf christliche Gemeinschaften vertreten: Die evangelische und katholische Kirchengemeinde, das überkonfessionelle Bibelkonferenzzentrum Langensteinbacher Höhe (LaHoe), das evangelische Bibelheim Bethanien und die neuapostolische Kirche.

## Bauwerke
- Die evangelische Ludwigskirche besitzt seit 1871 eine Orgel von Johann Ferdinand Balthasar Stieffell.
- Oberhalb des Ortes befindet sich der Rest einer Turmburg, der Burg Langensteinbach, auch Römerturm genannt,
- in unmittelbarer Nachbarschaft zur später entstandenen Kapellenruine St. Barbara.
- Das Haus Conrath, ein auf 1661/1662 zurückgehendes kleines Fachwerkhaus, wurde von der Denkmalstiftung Baden-Württemberg als Denkmal des Monats Juni 2006 ausgezeichnet.
- Das Becker-Denkmal am alten Rathaus steht seit 2008 unter Denkmalschutz.

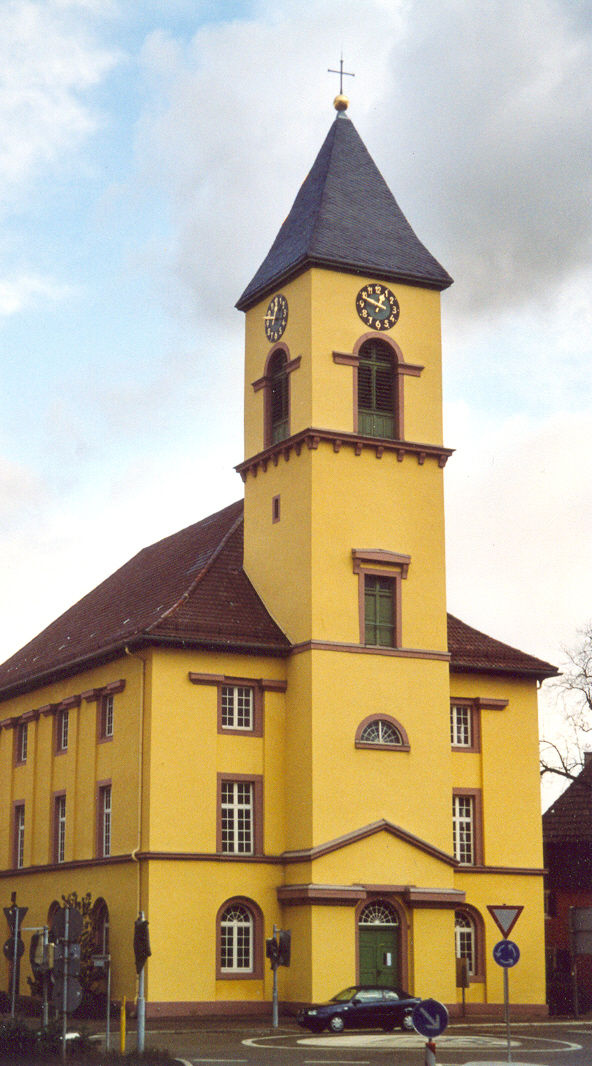
Ludwigskirche im Weinbrenner-Stil
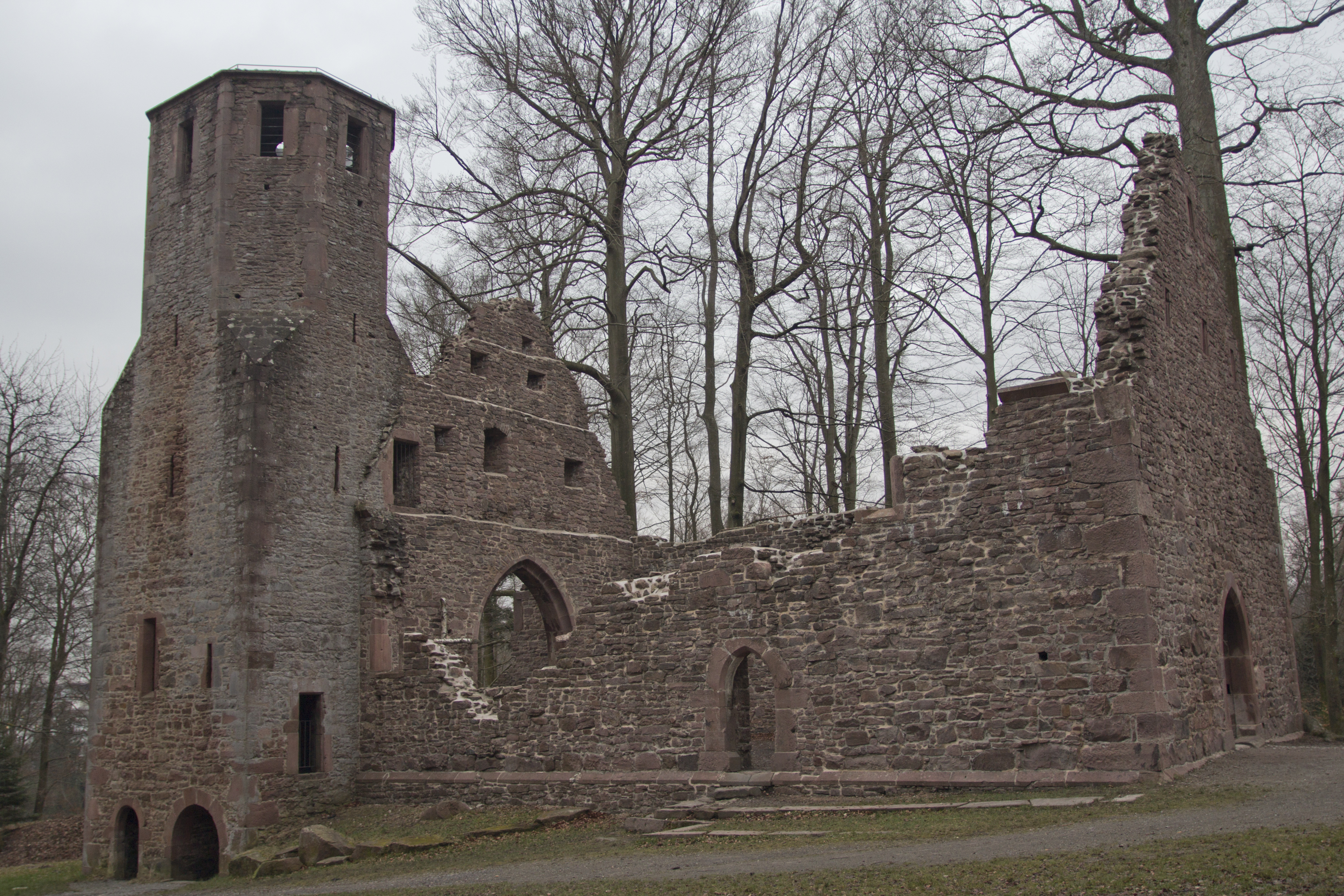
Ruine der St.-Barbara-Kapelle
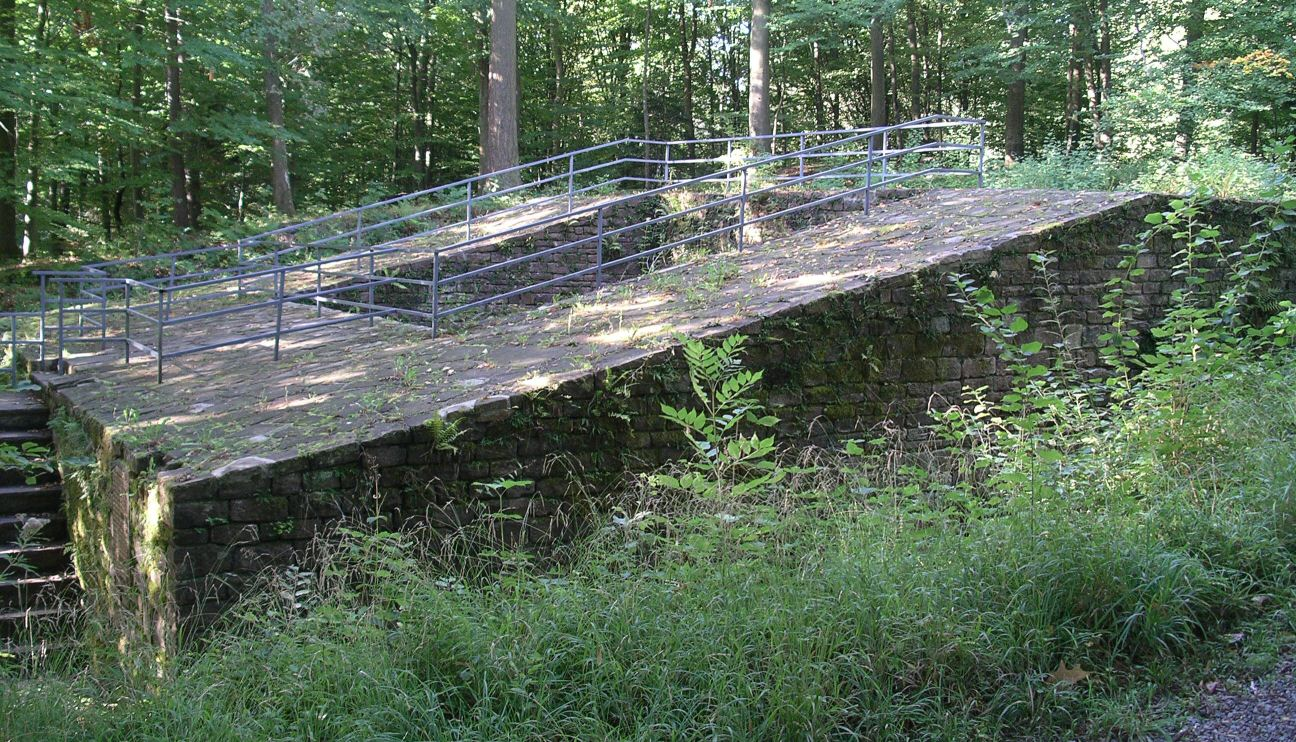
Ruine des „Römerturms“
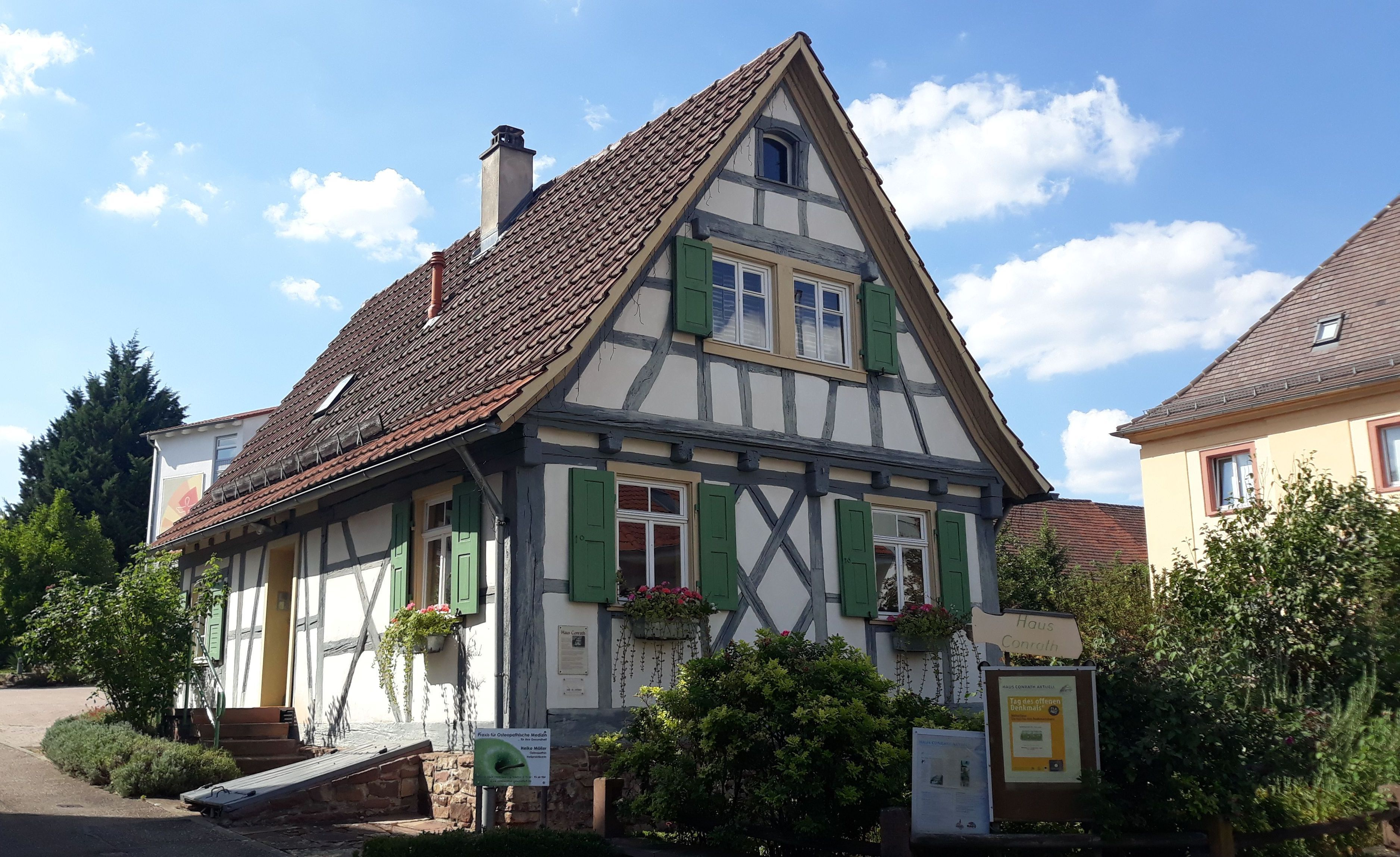
Haus Conrath, gilt als ältestes erhaltenes Gebäude des Ortes

## Verkehrsanbindung

### Autobahnanschluss
Langensteinbach liegt 4 km neben der Autobahnanschlussstelle Karlsbad, der A8.

### Öffentlicher Personennahverkehr

#### Stadtbahn-Verbindungen
- Stadtbahn S11: Hochstetten – Karlsruhe – Ettlingen – Waldbronn – Langensteinbach – Ittersbach
- Stadtbahn S12: Karlsruhe-Rheinhafen – Ettlingen – Waldbronn – Langensteinbach – Ittersbach (Eilzug)

Bahnhaltestellen in Langensteinbach:
- Schießhüttenäcker
- Langensteinbach Bahnhof
- Langensteinbach St. Barbara

#### Busverbindungen
- Regionalbus 152: Pfinztal-Berghausen – Söllingen – Kleinsteinbach – Mutschelbach – Bahnhof Langensteinbach – SRH-Klinikum (mit Anbindung an die Stadtbahn S5 am Bahnhof Berghausen)
- Regionalbus 153: Bahnhof Langensteinbach – Schießhüttenäcker (KSC) – Auerbach
- Regionalbus 155: Schulzentrum – Bahnhof Langensteinbach – Waldbronn – Busenbach/Etzenrot (fährt nur an Schultagen)
- Regionalbus 158: Durlach-Zündhütle – Grünwettersbach – Palmbach – Stupferich – Mutschelbach – Bahnhof Langensteinbach – SRH-Klinikum (mit Anbindung am Zündhütle an die Straßenbahn-Linie 2 und verschiedene Karlsruher Buslinien)
- Regionalbus 721: Pforzheim-Hauptbahnhof – Keltern – Auerbach – Bahnhof Langensteinbach – SRH-Klinikum

## Sonstiges
Im Ort befindet sich das SRH Klinikum Karlsbad-Langensteinbach.